# 刘波 (将军)
刘波，中共军事、政治人物、武警少將、中國共產黨黨員。
歷任武警陕西总队司令员、四川省武警总队司令员。他在擔任武警某部队队长期间，曾带领部队参加2010年上海世博会安保工作。